# كارمين ماغالون
كارمن ماغالون بورتوليس (بالإسبانية: Carmen Magallón Portolés)‏ هي حاصلة على درجة الدكتوراه والفيزيائية والماجستير في فلسفة العلوم من جامعة سرقسطة بإسبانيا، ولدت في 28 ديسمبر 1951 في الكنائس، إسبانيا.